# Kayokwe (periodiskt vattendrag)
Kayokwe är ett periodiskt vattendrag i Burundi.   Det ligger i provinsen Rutana, i den centrala delen av landet, 90 kilometer sydost om huvudstaden Bujumbura.
I omgivningarna runt Kayokwe växer huvudsakligen savannskog. Runt Kayokwe är det ganska tätbefolkat, med 207 invånare per kvadratkilometer.